# Águilas de la Federación
Águilas de la Federación o Aguilitas de la Federación es el nombre con el que se conoce a la serie de estampillas emitidas por república de Venezuela, el nombre se deriva del motivo central de la estampilla además de hecho del establecimiento del gobierno de porte federalista que asumió el control del país después de la Guerra Federal.

## Reseña histórica
La fecha real de primer día circulación no se puede señalar con certeza pero debidos a estudios de cartas circuladas en las ciudades de Caracas y La Guaira se presume que debió ser el 1 de noviembre de 1863 lo que se conoce es que el 28 de agosto fue la fecha en que la Secretaría de Hacienda oficio  a la Dirección de Correos para que encargara del diseño y tiraje de un millón estampillas la cual obtenida por la Imprenta del señor Francisco Hernández de la ciudad de Caracas.

## Marca secreta de seguridad
Entre las características de diseño que presentó esta serie de estampillas fue la de llevar una marca secreta. Dicha marca se localizada en unas de las perlas del anillo que rodean al águila del diseño central de la estampilla. Es importante hacerse notar que el número de perlas de dichos anillos varían en las estampilla de diferente valor nominal así como la posición de la marca. La marca secreta consiste en una rayita que divide una de las perlas vertical y dicha raya se localiza en la porción central izquierda de la perla.
| Imagen | Año de emisión | Color    | Valor facial | Tiraje     | Nº de Perlas | Marca secreta en la perla Nº |
| ------ | -------------- | -------- | ------------ | ---------- | ------------ | ---------------------------- |
|        | 1864           | Rojo     | ½ centavo    | 75,000     | 56           | 15                           |
|        | 1864           | Gris     | 1 centavo    | 75,000     | 57           | 14                           |
|        | 1863           | Amarillo | ½ Real       | 500,000.00 | 49           | 13                           |
|        | 1863           | Azul     | 1 Real       | 200,000.00 | 53           | 12                           |
|        | 1863           | Verde    | 2 Reales     | 150,000.00 | 52           | 14                           |